# 오가와 다쿠미
오가와 다쿠미(일본어: 小川 巧, 1987년 4월 27일 ~ )는 일본의 전 축구 선수이다.

## 구단 경력
과거 FC 마치다 젤비아, 후지에다 MYFC에서 활동하였다.